# Liste der EU-Vogelschutzgebiete in Mittelfranken
Die Liste der EU-Vogelschutzgebiete in Mittelfranken zeigt die Europäischen Vogelschutzgebiete (englisch Special Protection Area, SPA) im bayerischen Regierungsbezirk Mittelfranken. Sie sind Bestandteil des europäischen Schutzgebietsnetzes Natura 2000.
Teilweise überschneiden sie sich mit bestehenden FFH-, Natur- und Landschaftsschutzgebieten.
In Mittelfranken gibt es elf EU-Vogelschutzgebiete. (Stand Februar 2016)
| Name                                                           | Bild | Kennung                     | Einzelheiten | Position | Fläche Hektar | Datum |
| -------------------------------------------------------------- | ---- | --------------------------- | --- | -------- | ------------- | ----- |
| Aischgrund                                                     |      | DE-6331-471 WDPA: 555537763 | | ⊙        | 1.898,12      |       |
| Altmühltal mit Brunst-Schwaigau und Altmühlsee                 | BW   | DE-6728-471 WDPA: 555537832 | Feucht- und Nasswiesen im Einzugsbereich der Altmühl und des Altmühlsees mit Verlandungsbereichen, Inseln und Schilfröhrichtbereichen | ⊙        | 5.002,59      |       |
| Felsen und Hangwälder im Altmühltal und Wellheimer Trockental  |      | DE-7132-471 WDPA: 555537875 | | ⊙        | 3.610,89      |       |
| Markwald bei Baiersdorf                                        |      | DE-6331-472 WDPA: 555521469 | | ⊙        | 2.851,98      |       |
| Nördlinger Ries und Wörnitztal                                 |      | DE-7130-471 WDPA: 555537874 | | ⊙        | 7.097,97      |       |
| Nürnberger Reichswald                                          |      | DE-6533-471 WDPA: 555537802 | | ⊙        | 38.191,61     |       |
| Ochsenfurter und Uffenheimer Gau und Gäulandschaft NÖ Würzburg | BW   | DE-6426-471 WDPA: 555537789 | | ⊙        | 22.162,14     |       |
| Regnitz- und Unteres Wiesenttal                                |      | DE-6332-471 WDPA: 555537765 | | ⊙        | 1.633,89      |       |
| Südlicher Steigerwald                                          | BW   | DE-6327-471 WDPA: 555537762 | | ⊙        | 11.135,22     |       |
| Taubertal in Mittelfranken                                     |      | DE-6627-471 WDPA: 555537818 | | ⊙        | 1.049,73      |       |
| Wälder im Vorland der südlichen Frankenalb                     | BW   | DE-6832-471 WDPA: 555537851 | Waldgebiete im Keuper-Lias-Land, überwiegend aus Nadelholz aufgebaut.                                                                 | ⊙        | 2.848,35      |       |
| Legende für Vogelschutzgebiet                                  |      |                             | |          |               |       |